# Яковенкове (Ізюмський район)
Яко́венкове — село в Україні, у Балаклійському районі Харківської області. Населення становить 1126 осіб. До 2020 орган місцевого самоврядування — Яковенківська сільська рада.

## Географія
Село Яковенкове знаходиться за 6 км від міста Балаклія, на березі річки Середня Балаклійка. Поруч проходить автомобільна дорога Т 2110.

## Історія
За даними на 1864 рік у казеному селі Волоховоярської волості Зміївського повіту мешкала 531 особа (279 чоловічої статі та 254 — жіночої), налічувалось 224 дворових господарства, існувала православна церква.
Станом на 1914 рік кількість мешканців зросла до 2 477 особи.
Село постраждало внаслідок геноциду українського народу, проведеного урядом СССР в 1932—1933 роках, кількість встановлених жертв в Яковенковому, Таранушиному, Червоному Яру, Дудникові — 505 людей.
Під час німецько-радянської війни село було окуповане німецькими нацистами.
12 червня 2020 року, відповідно до Розпорядження Кабінету Міністрів України  № 725-р «Про визначення адміністративних центрів та затвердження територій територіальних громад Харківської області», увійшло до складу Балаклійської міської територіальної громади.
19 липня 2020 року, в результаті адміністративно-територіальної реформи та ліквідації Балаклійського району, село увійшло до складу новоутвореного Ізюмського району.
6 вересня 2022 в ході контрнаступу ЗСУ село було звільнено від окупантів.

## Економіка
В селі була молочно-товарна ферма, свинарники,отари овець і пасбищя та пасіка.

## Також
- Перелік населених пунктів, що постраждали від Голодомору 1932-1933, Харківська область